# Gustavo Arturo Help
Gustavo Arturo Help (22 d'octubre de 1946, Buenos Aires) és un bisbe catòlic argentí. Des del 24 de març del 2001 és el quart bisbe de Venado Tuerto.

## Biografia
Quan era jove va descobrir la seva vocació religiosa i va decidir entrar al seminari per realitzar-hi la seva formació eclesiàstica. Finalment fou ordenat sacerdot per a la diòcesi de Lomas de Zamora el 23 de desembre del 1972 per l'aleshores bisbe Mn. Desiderio Elso Collino.
Després d'alguns anys exercint el seu ministeri pastoral, el 16 de desembre del 2000 fou nomenat per Sa Santedat el Papa Joan Pau II com a nou i quart bisbe de la diòcesi de Venado Tuerto.
A més d'escollir el seu escut, escollí el lema Gràcia, Misericòrdia, Pau. Va rebre la consagració episcopal el 19 de març del 2001 a mans de Mn. Desiderio Elso Collino, i com a co-consagrants el bisbe de Goya Mn. Luis Teodorico Stöckler i el bisbe de Santiago del Estero Mn. Juan Carlos Maccarone i el seu predecessor Mn. Paulino Reale Chirina.
Prengué possessió oficial de la seu el 24 de març del 2001 durant una cerimònia especial que tingué lloc a la Catedral de la Immaculada Concepció.
Cal destacar que dins de la Conferència Episcopal Argentina és membre de la Comissió Episcopal d'Ecumenisme, Relacions amb el Judaisme, l'Islam i altres religions.